# 団塊の後
『団塊の後』（だんかいのあと）は2017年に毎日新聞出版より発刊された堺屋太一の近未来小説。副題は「三度目の日本」。団塊の世代（1947年から1949年生まれの世代）の全員が75歳以上の後期高齢者となった2026年の日本の経済社会を描いた作品。

## あらすじ
2020年東京オリンピックが終わって5年余りにわたって反動による長期不況に陥っている中で2026年に低金利・歳出拡大の伝統的政策を続ける内閣が健全財政を主張する勢力によって倒れ、多数派工作を経て若き首相が登場する。首相は衆議院議員の策士や各県知事や学者に支えられながら、1860年代の明治維新の大動乱と1940年代前半の太平洋戦争での敗戦に次ぐ2020年代の三度目の敗戦からの「三度目の日本」を創るべく、衆議院議員の定数増加と国家財政と地方財政を含めた税財政改革と都道府県地域割改革に乗り出す。

## 登場人物
- 小久保 平治 - 経済産業省流通経済課長。
- 小久保 好一 - 京都の私立大学の大学生。平治の息子。
- 小久保 昭次 - 三友銀行元社員。平治の父。
- 徳永 好伸 - 内閣総理大臣。
- 吉田 松也 - 京都の私立大学教授。高齢者心理学の創成者。
- 桂 こころ - 政治家。
- 杉下 晋三久 - 大阪都知事。
- 津田 有夢 - テレビ司会者。
- 福原 唯吉 - 評論家。
- 井上 香里 - 経済産業省流通経済課長補佐。
- 山岡 鉄男 - 総務大臣。
- 岩崎 弥多 - 九十九システム開発代表。
- 小笠原 長世 - 経済産業省流通サービス局総務課長。
- 坂本 龍真 - 旅行業を営む女性ベンチャー企業家。
- 中岡 慎二 - 静岡県副知事。
- 松田 家茂 - 前内閣総理大臣。
- 小松 健和 - 鹿児島県知事。九州地方知事会会長。
- 三上 達也 - TBSテレビ記者。
- 黒岩 重司 - 内閣総理大臣秘書官。経済産業省からの出向。
- 勝本 改周 - 創政会党首。与党五党連合党幹事長。
- 栗田 忠頼 - 財務大臣。
- 岩倉 友三 - 京都大学元学長。地方制度調査会長。
- 小林 愛仁 - 国土交通省都市整備局長。

## 書誌情報
- 堺屋太一『団塊の後 三度目の日本』毎日新聞出版、2017年4月22日、ISBN 978-4-620-10825-4。
- 堺屋太一『団塊の後 三度目の日本』毎日新聞出版〈毎日文庫〉、2019年4月25日、ISBN 978-4-620-21025-4。

## 影響
本書の中で首相である徳永好伸が「国民が充実した人生を追求する『楽しい日本』」という理念を掲げているが、この理念は本書の出版から2年後の2019年に出版された評論書「三度目の日本」（祥伝社〈祥伝社新書〉）に引き継がれ、評論書を読んだ石破茂が2025年1月24日の施政方針演説で「楽しい日本」というフレーズを使っている。また、石破はこの施政方針演説より前の2024年12月24日に策定した「地方創生2.0の基本的な考え方」においても、評論書に着想を得て「『楽しい』と思える地方を官民が連携して作り出す必要がある」との一文を盛り込んでいる。